# Natália Bernardo
Natália María Bernardo (Luanda, 25 dicembre 1986) è una pallamanista angolana, centrale del Primeiro de Agosto e della nazionale angolana.
Con la maglia della nazionale ha partecipato a tre edizioni dei Giochi olimpici (Pechino 2008, Londra 2012 e Rio de Janeiro 2016). È sorellastra delle pallamaniste Marcelina Kiala e Luísa Kiala.

## Palmarès

### Nazionale
- Campionato africano

 Oro: Marocco 2012, Angola 2016
- Giochi panafricani

 Oro: Maputo 2011, Rabat 2019